# 国际军事比赛
国际军事比赛是俄罗斯国防部发起的一项国际性军事赛事，由中华人民共和国与俄罗斯、白俄罗斯等多国参与及承办。

## 比赛项目
| - 苏沃洛夫突击 - 晴空 - 安全路线 - 海上登陆 - 航空飞镖 - 坦克两项 - 军械能手 - 厄尔布鲁士之环 - 侦察尖兵 - 军事拉力 - 开阔水域 - 安全环境 - 空降排 - 狙击边界 - 戰術射手（2021新增） | - 穩定接收 - 汽车能手 - 道路巡逻 - 工程方程赛 - 修理营 - 野战炊事 - 军医接力 - 忠诚朋友 - 海洋之杯 - 潛水 - 炮兵能手 - 管控秩序 - 軍人友誼 - 無人機班組賽 - 創作競演 - 子午线（2021新增） - 萨彦岭行军 （2021新增） |

## 参与国（曾参与国及观察员国）
- 欧洲

俄罗斯，白俄罗斯，希腊，塞尔维亚
- 亚洲

中华人民共和国，哈萨克斯坦，巴基斯坦，叙利亚，塔吉克斯坦，乌兹别克斯坦，菲律宾，孟加拉国，越南，科威特，吉尔吉斯斯坦，老挝，缅甸，以色列，伊朗，印度，蒙古，阿塞拜疆，亚美尼亚
- 非洲

苏丹，乌干达，南非，摩洛哥，埃及，津巴布韦，安哥拉，阿尔及利亚
- 美洲

尼加拉瓜，委内瑞拉

## 中国人民解放军代表队

### 参赛成绩
2015年   10个项目的第二名，并收获了3个单项冠军（分别是炮兵、侦察兵和防化兵）

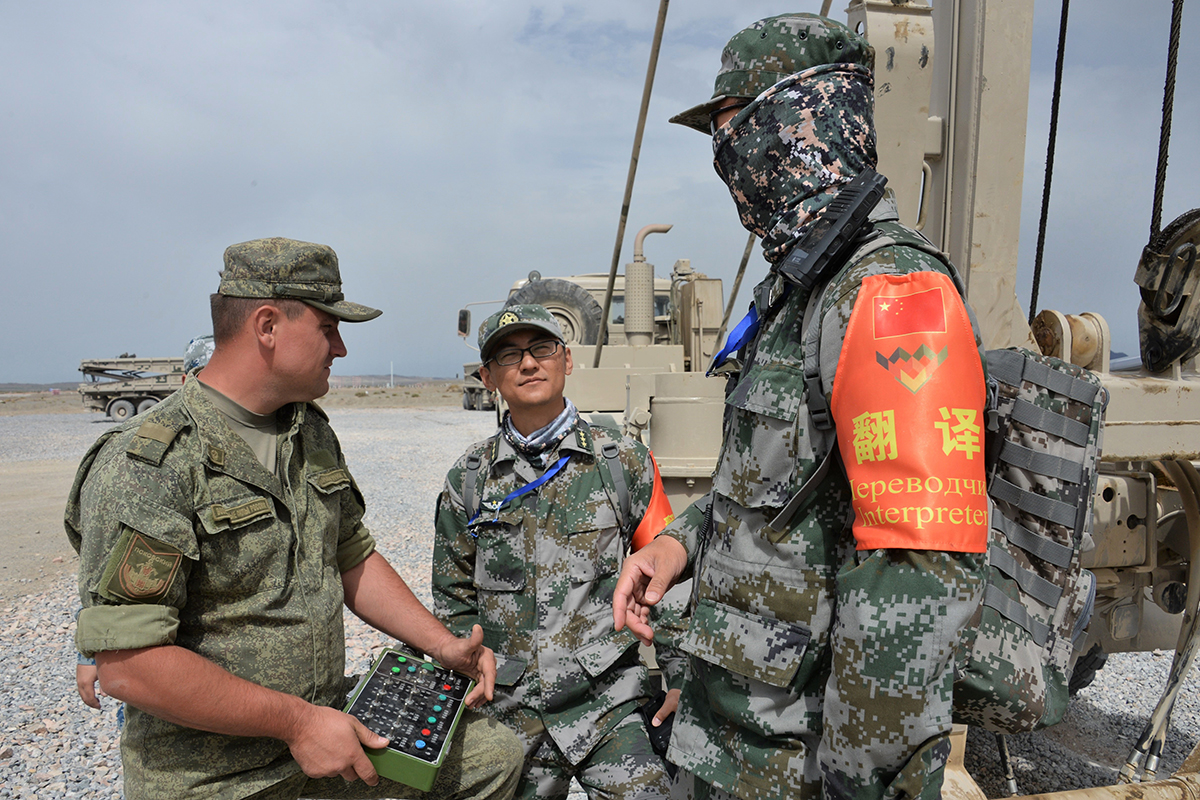
中国人民解放军翻译人员

2016年   取得1项第一名、18项第二名、2项第三名
2017年   派出5支代表队参赛。其中“坦克两项”赛中获得团体第三；在“侦察尖兵”比赛中获得团体第二、4个阶段第二，并荣获“最佳通信兵”“最佳工兵”和“狙击手奖”3项最佳个人奖；在“厄尔布鲁士之环”（山地野战技能比赛）中获得团体第三、4个单项第一、4个单项第二、2个单项第三和“最佳队员”个人奖；在“修理营”比赛中获得团体第二、1个单项第一、4个单项第二、2个单项第三，以及“最佳射手”第一、第三和“500米障碍赛”第一、“波比运动”（多组深蹲、俯卧撑和跳跃比赛）第一、“领队武装越野”第一、“最佳领队”第二；“狙击边界”射击比赛中获得团体第二、1个阶段第一和2个阶段第三。
2018年  包揽“苏沃洛夫突击”步战车组单车赛前三名，获得“晴空”防空导弹兵技能赛第一名。

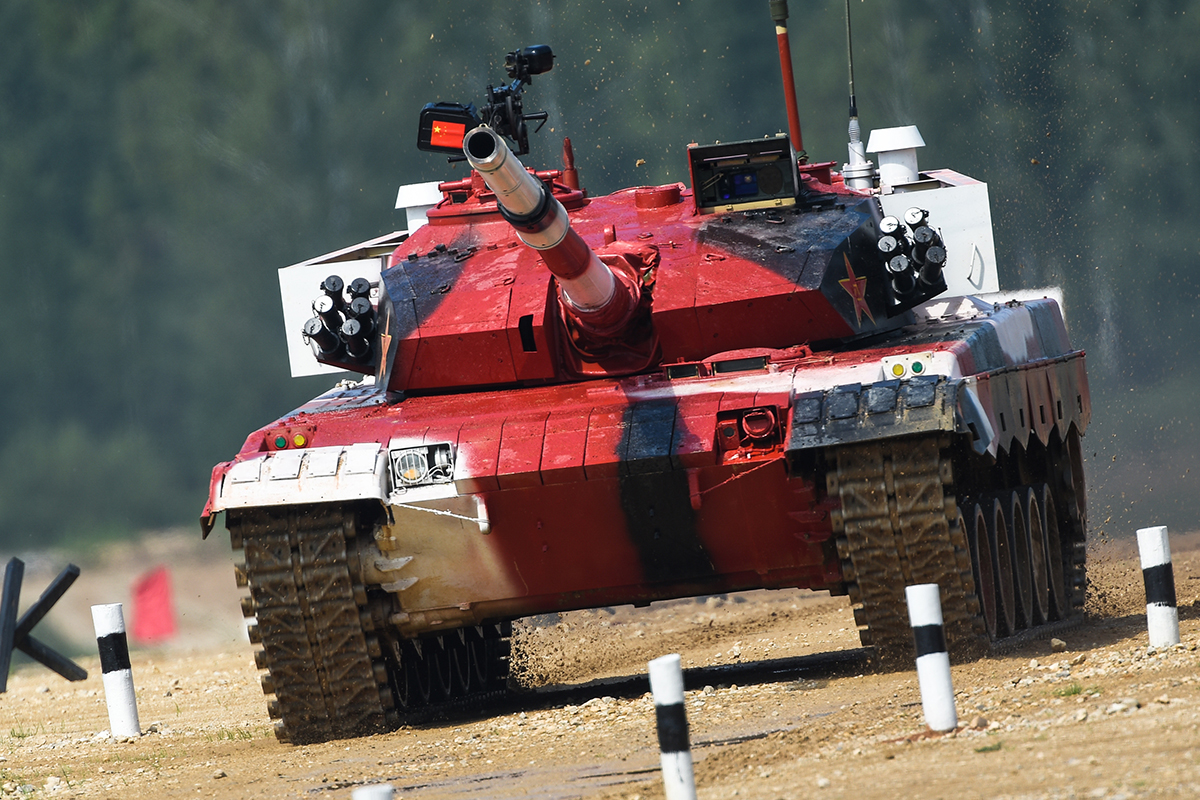
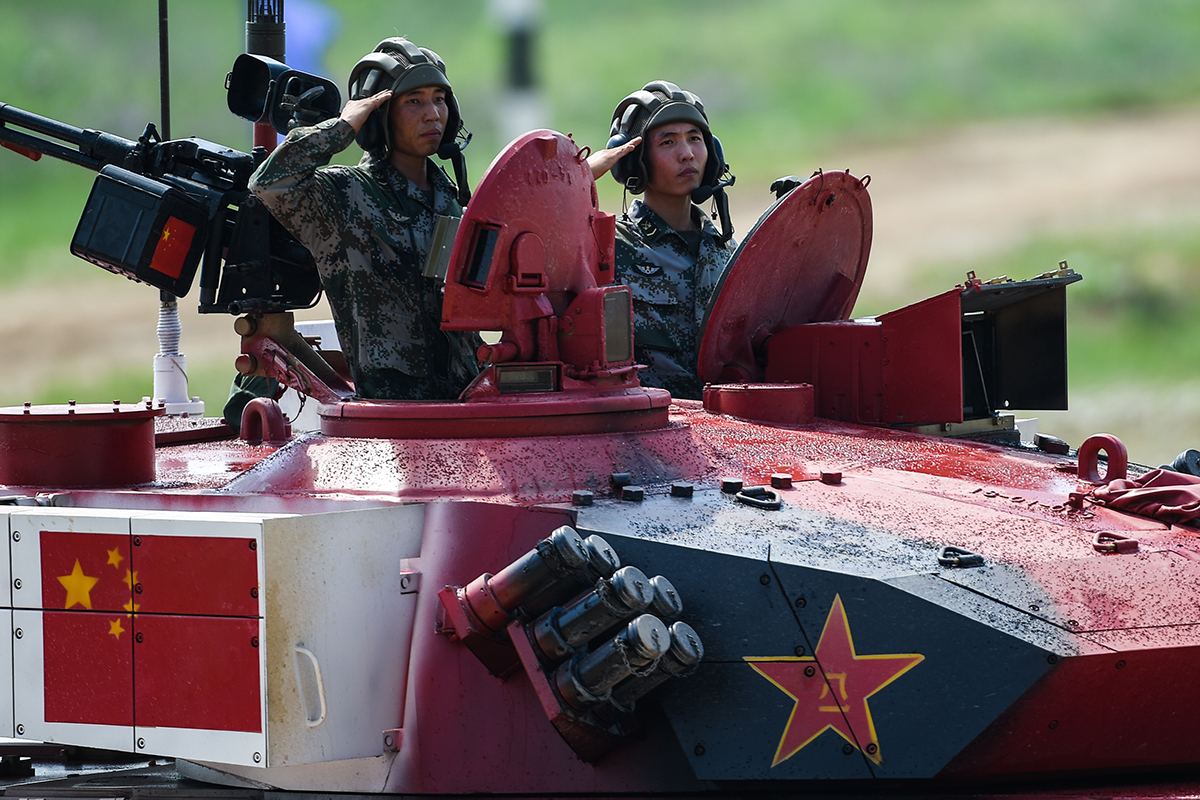
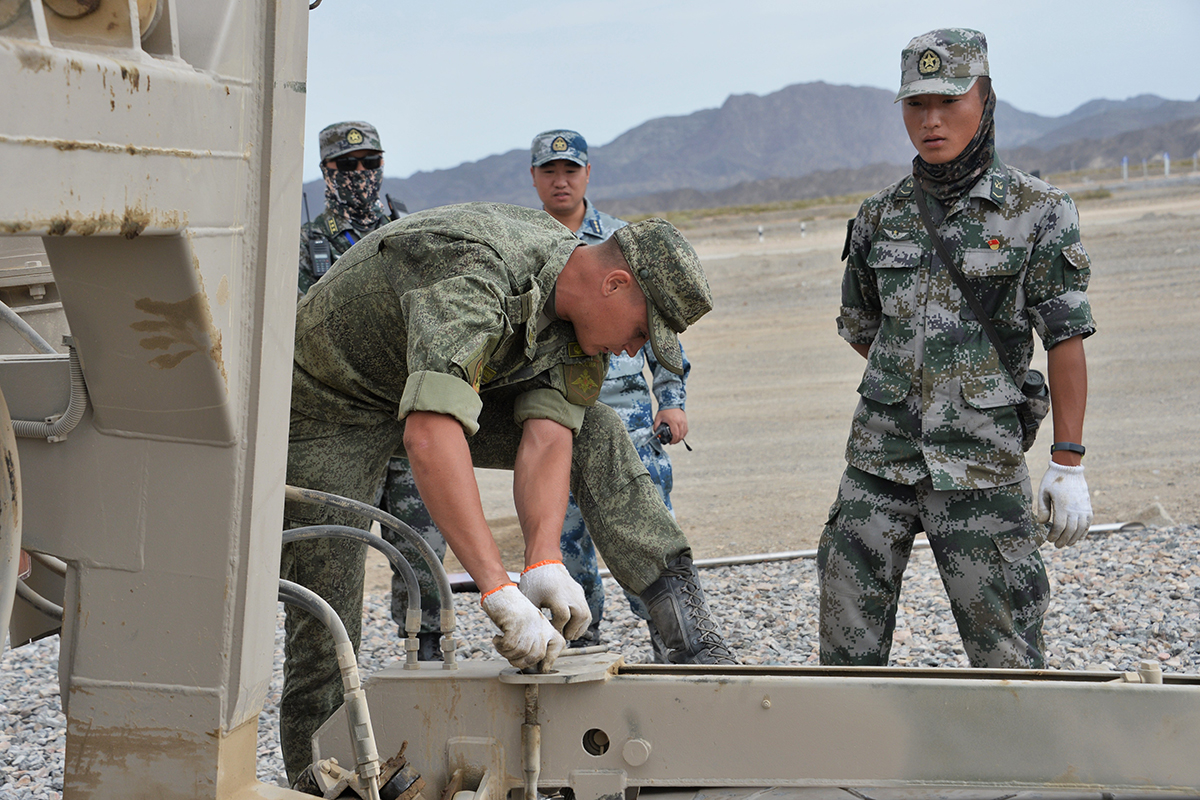
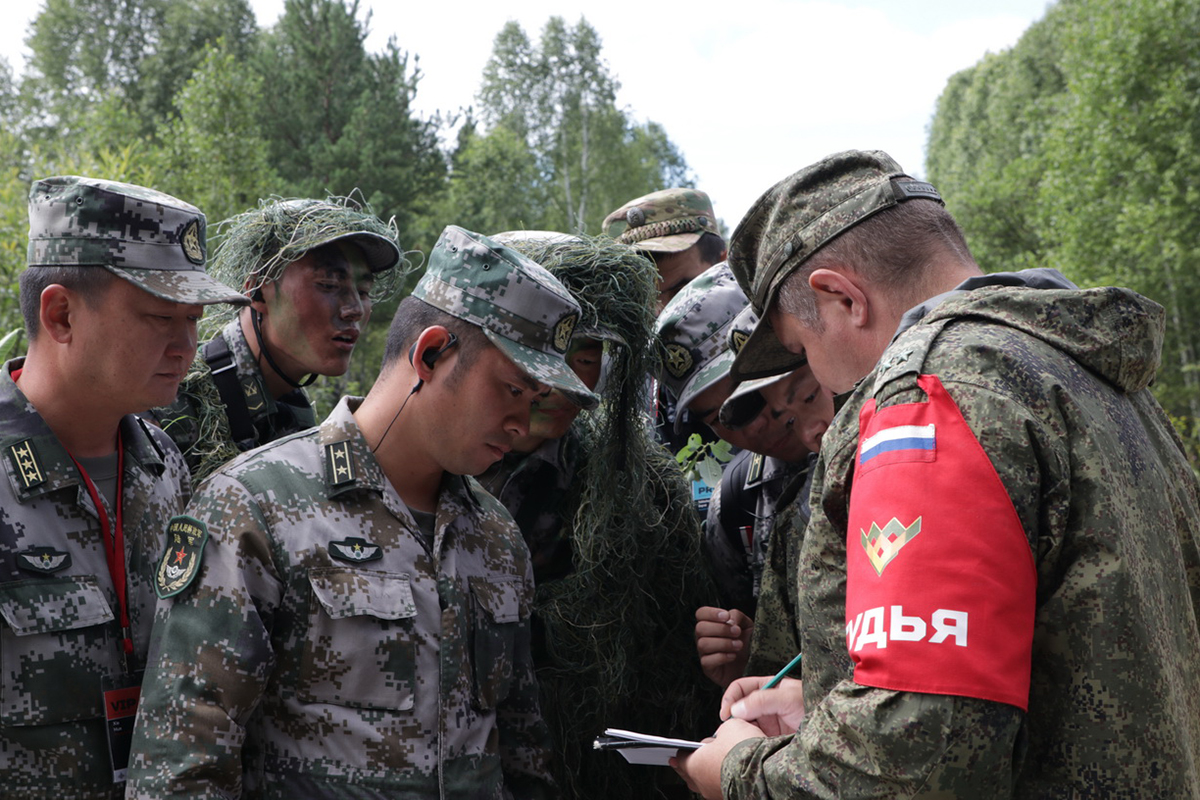
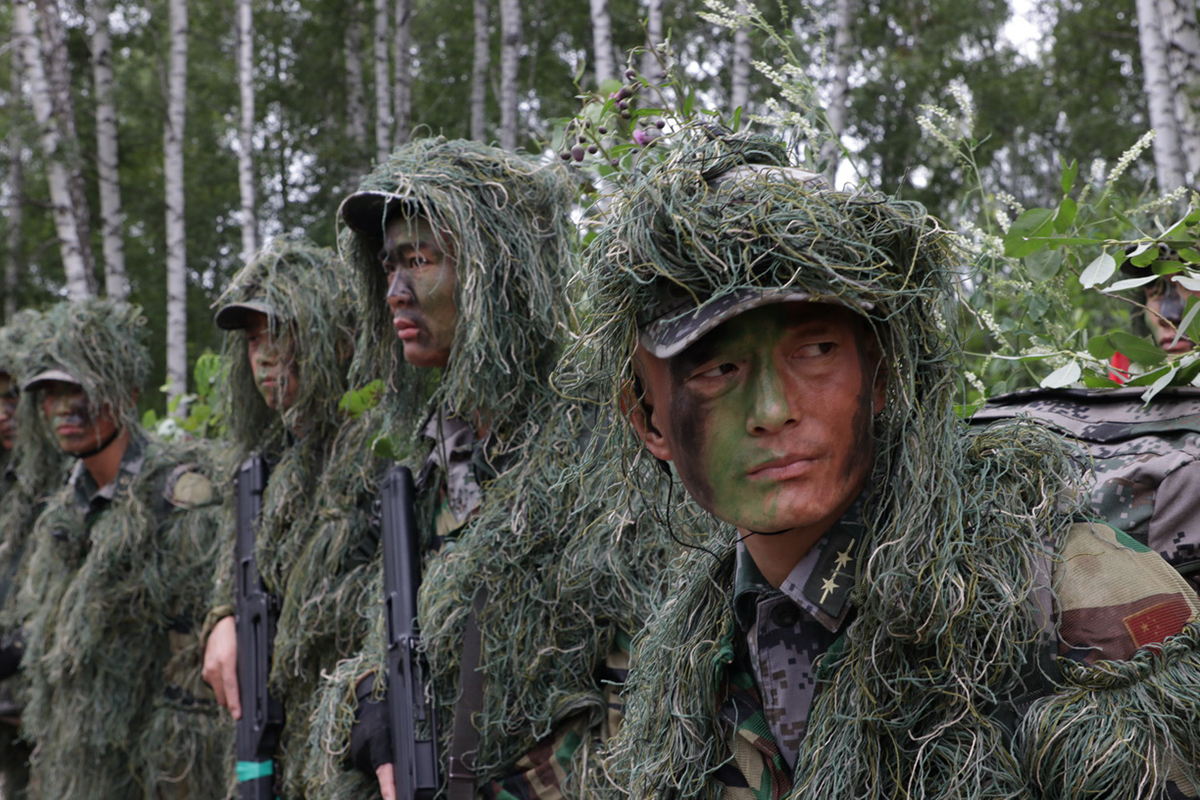
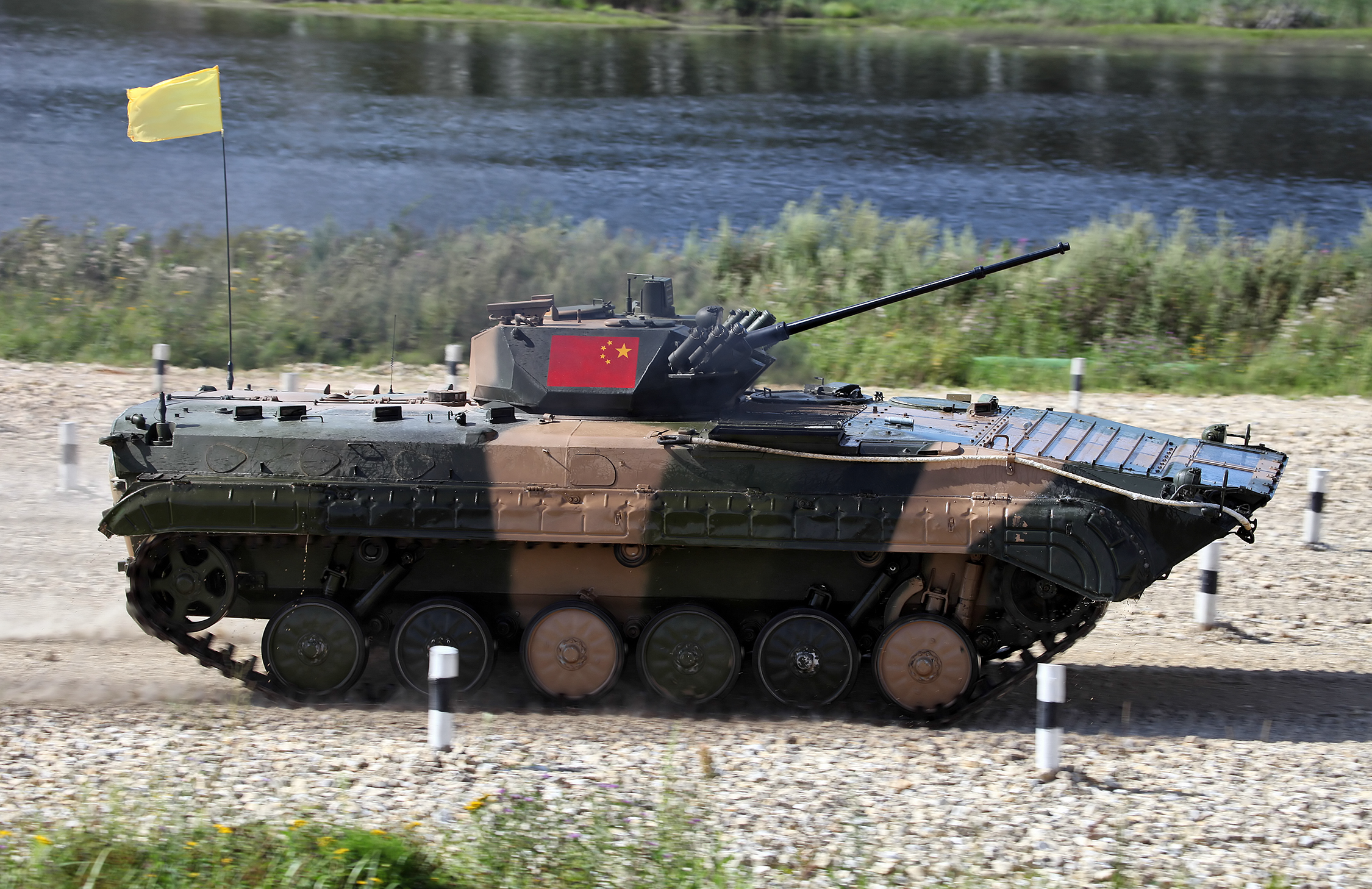
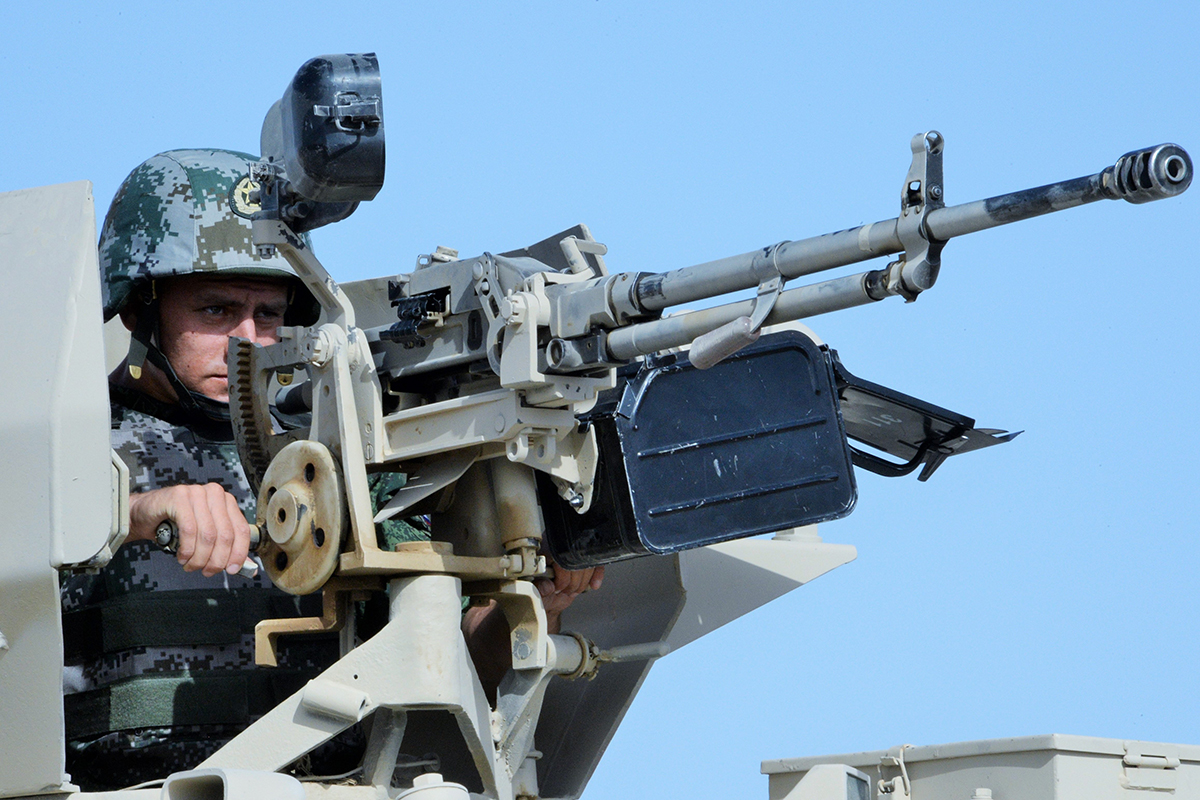

### 参赛及保障装备

#### 陆军
96式主战坦克、86式步兵战车

#### 空军
JH-7A、J-10A、H-6K、伊尔76、运-9、